# Большая Язь
Большая Язь, также Большой Язь — река в Горнозаводском городском округе Пермского края, приток Усьвы. Впадает в Усьву справа в 215 км от её устья. Длина реки 29 км, водосборная площадь 200 км².

## География
Истоки у юго-восточного подножия горы Кырьинский камень, на севере округа, на границе со Свердловской областью (Карпинский городской округ). Река вытекает из южной части небольшого болота в понижении рельефа, из северной части этого болота вытекает река Полькас, относящаяся к бассейну Сосьвы. От истока река течёт преимущественно на юг, в среднем течении — на запад, огибая гору Забродкин камень. Далее течёт снова в южном направлении, между этой горой и горой Савинской, и впадает в Усьву в 300 метрах западнее урочища Нижняя Усьва (бывший посёлок). Река имеет несколько малых притоков, основной приток (впадает справа) — река Савинская.

## Данные водного реестра
По данным государственного водного реестра России, река относится к Камскому бассейновому округу, бассейн реки Кама, подбассейн — Кама до Куйбышевского водохранилища (без бассейнов рек Белой и Вятки), водохозяйственный участок реки — Чусовая от в/п пгт. Кын до устья. Код объекта в государственном водном реестре — 10010100712111100011405.